# Josef Růžička
Josef Růžička (* 17. März 1925 in Prag; † 11. April 1986 in Prag) war ein tschechoslowakischer Ringer. Er gewann bei den Olympischen Spielen 1952 in Helsinki eine Silbermedaille im griechisch-römischen Stil im Schwergewicht. 

## Leben
Josef Růžička begann als Jugendlicher in seiner Heimatstadt Prag mit dem Ringen. Er betätigte sich in beiden Stilarten, griechisch-römischer und freier Stil und gehörte folgenden Vereinen an: ČKD "Stalingrad" Prag, "Vinohrady" Prag und "Rudá hvězda" Prag. Er rang immer im Schwergewicht, der Gewichtsklasse über 87 kg Körpergewicht und war Angehöriger der tschechoslowakischen Sicherheitskräfte.

## Werdegang
Josef Růžička vertrat sein Land erstmals 1946 bei einer internationalen Meisterschaft, nämlich der Europameisterschaft im freien Stil in Stockholm. Er verlor dort seine Kämpfe gegen Bertil Antonsson aus Schweden und Mehmet Çoban aus der Türkei und erreichte nur den 7. und letzten Platz. Im Jahre 1948 rang er bei den Olympischen Spielen in London in beiden Stilarten. Im freien Stil kam er zu Siegen über Robert Hutton aus den Vereinigten Staaten und Fritz Oberländer aus Kanada. Dann verlor er gegen Gyula Bóbis aus Ungarn und schied aus dem Turnier aus. Er erreichte aber einen guten 5. Platz. Im griechisch-römischen Stil hatte er Pech, denn er musste nach einem siegreichen Kampf gegen Jozsef Taranyi aus Ungarn wegen einer Verletzung aus dem Turnier ausscheiden und kam nur auf den 9. Platz.
1951 rang Josef Růžička bei zwei Länderkämpfen DDR gegen die Tschechoslowakei in Leuna und in Greiz. Er kam dabei zu Punktsiegen über Herbert Albrecht und Adolf Sillmann. In einem weiteren Länderkampf besiegte er in diesem Jahr Taisto Kangasniemi aus Finnland nach Punkten.
Auch im Jahre 1952 startete er bei den Olympischen Spielen in Helsinki in beiden Stilarten. Im freien Stil verlor er gegen Bertil Antonsson und Taisto Kangasniemi und kam dadurch nur auf den 9. Platz. Im griechisch-römischen Stil war er sehr viel erfolgreicher. Er besiegte Jozsef Kovacs, Ungarn, verlor gegen Guido Fantoni aus Italien, besiegte danach Bengt Fahlkvist, Schweden, Willi Waltner aus Deutschland und Tauno Kovanen aus Finnland. Im Kampf um die Goldmedaille unterlag er danach gegen Johannes Kotkas aus der Sowjetunion. Der Gewinn der olympischen Silbermedaille war und blieb der größte Erfolg in seiner Laufbahn. 
Bei der Weltmeisterschaft 1953 in Neapel im griechisch-römischen Stil hatte er Lospech, denn er traf nach einem Sieg über Antonius Georgoulis aus Griechenland auf die Favoriten Bertil Antonsson und Johannes Kotkas, gegen die verlor. Er kam dadurch bei dieser Weltmeisterschaft auf den 7. Platz.
Josef Růžička war auch noch bei der Weltmeisterschaft 1955 in Karlsruhe im griechisch-römischen Stil am Start. Er siegte dort über Ferenc Fülöp aus Ungarn und Antonius Georgoulis und verlor danach gegen Alexander Masur aus der Sowjetunion und gegen Bertil Antonsson. Er erreichte mit diesen Ergebnissen einen respektablen 4. Platz. 
Bei den Olympischen Spielen 1956 in Melbourne war er nicht mehr dabei, weil die Tschechoslowakei zu diesen Spielen aus finanziellen Gründen nur eine ganz kleine Mannschaft entsenden konnte. Andere internationale Meisterschaften bestritt er danach auch nicht mehr.

## Internationale Erfolge
| Jahr | Platz  | Wettbewerb                            | Gewichtsklasse | Stil | Ergebnisse |
| 1946 | 7.     | EM in Stockholm                       | Schwer         | F    | nach Niederlagen gegen Bertil Antonsson, Schweden und Mehmet Çoban, Türkei |
| 1948 | 5.     | OS in London                          | Schwer         | F    | nach Siegen über Robert Hutton, USA und Fritz Oberländer, Kanada und einer Niederlage gegen Gyula Bóbis, Ungarn |
| 1948 | 9.     | OS in London                          | Schwer         | GR   | nach einem Sieg über Jozsef Taranyi, Ungarn, Aufgabe wegen Verletzung |
| 1952 | Silber | OS in Helsinki                        | Schwer         | GR   | nach Sieg über Jozsef Kovacs, Ungarn, Niederlage gegen Guido Fantoni, Italien, Siegen über Bengt Fahlkvist, Schweden, Willi Waltner, Deutschland und Tauno Kovanen, Finnland und Niederlage gegen Johannes Kotkas, Sowjetunion |
| 1953 | 7.     | WM in Neapel                          | Schwer         | GR   | nach einem Sieg über Antonios Georgoulis, Griechenland und Niederlagen gegen Bertil Antonsson und Johannes Kotkas |
| 1953 | 3.     | Weltfestspiele der Jugend in Bukarest | Schwer         | F    | hinter Arsen Mekokischwili, Sowjetunion und Kenneth Richmond, Großbritannien |
| 1955 | 4.     | WM in Karlsruhe                       | Schwer         | GR   | nach Siegen über Ferenc Fülöp, Ungarn und Georgios Georgoulis und Niederlagen gegen Alexander Masur, Sowjetunion und Bertil Antonsson                                                                                          |
| 1956 | 1.     | Intern. Turnier in Prag               | Schwer         | GR   | vor Iwan Bogdan, Sowjetunion und Karel Simek, Tschechoslowakei |

## Tschechoslowakische Meisterschaften
(soweit bekannt)
| Jahr | Platz | Gewichtsklasse | Stil | Ergebnisse                        |
| 1951 | 1.    | Schwer         | GR   | vor Huspenina und Hadacek         |
| 1951 | 1.    | Schwer         | F    | vor Karel Simek                   |
| 1952 | 1.    | Schwer         | GR   | vor J. Gröber und Karel Simek     |
| 1954 | 1.    | Schwer         | GR   | vor M. Kindl und Karel Simek      |
| 1954 | 1.    | Schwer         | F    | vor M. Kindl und Karel Simek      |
| 1955 | 1.    | Schwer         | GR   | vor Karel Simek und Bohumil Kubát |
| 1955 | 1.    | Schwer         | F    | vor M. Kindl und Vl. Zemla        |
| 1956 | 1.    | Schwer         | GR   | vor Karel Simek und Bohumil Kubat |

## Erläuterungen
- GR = griechisch-römischer Stil, F = freier Stil
- OS = Olympische Spiele, WM = Weltmeisterschaft EM = Europameisterschaft
- Schwergewicht, damals über 87 kg Körpergewicht